# Acipenser naccarii
O Acipenser naccarii (popularmente conhecido como esturjão-adriático) é uma espécie de esturjão da da família Acipenseridae que tem como habitat original os rios da região do Mar Adriático da Itália, Albânia, Croácia, Bósnia e Herzegovina e Montenegro. Segundo alguns relatos duvidosos a espécie também entraria no Rio Guadiana, em Portugal e Espanha. Há indicações de que esta espécie coexistiria com o esturjão-europeu (Acipenser sturio) do Mar Adriático à Península Ibérica. A sua ocorrência na costa noroeste da Grécia é duvidosa. O seu comprimento máximo é de 200 centímetros e o peso máximo registrado foi de 25 kg.
O esturjão-adriático vive preponderantemente em fundos de areia e lodo. Ele se alimenta de invertebrados e peixes pequenos. A sua carne é usada na alimentação humana, mas a sua ova não é consumida como caviar. A reprodução ocorre de maio a julho e a espécie encontra-se criticamente ameaçada pela destruição de habitats, poluição e pesca excessiva.